# Haiim B. Rosén
Haiim Baruch Rosén est un philologue et linguiste israélien né en 1922 et mort en 1999.